# Janusz Kusociński
Janusz Tadeusz Kusociński (15. ledna 1907, Varšava – 21. června 1940, Palmiry) byl polský atlet, běžec na dlouhé tratě, olympijský vítěz v běhu na 10 000 metrů v roce 1932.

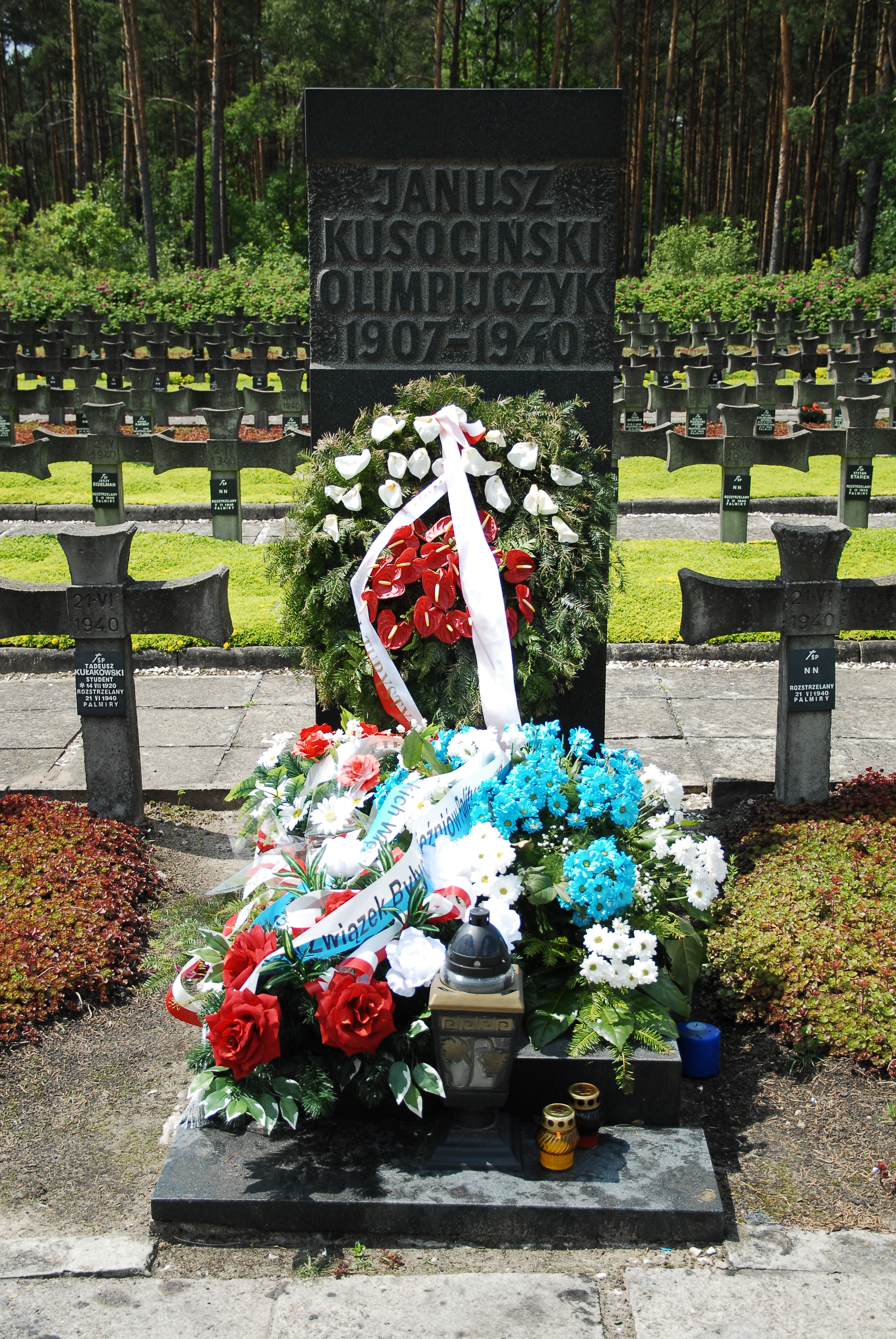
Hrob Janusza Kusocińskiého v Palmirach

V roce 1928 ukončil střední zahradnickou školu, v roce 1938 se stal absolventem Sportovní akademie ve Varšavě. Poté pracoval jako učitel tělesné výchovy, trenér a sportovní novinář. Začínal s fotbalem, k atletice přešel v roce 1926. Vypracoval si vlastní intervalovou metodu. Jeho prvním a jediným trenérem byl Estonec Aleksander Klumberg. První atletický titul mistra Polska (v přespolním běhu) získal v roce 1928. Patřil mezi nejpopulárnější sportovce předválečného Polska, aktivní sportovcem byl až do začátku druhé světové války.
Jeho nejvýraznějším sportovním úspěchem bylo vítězství v olympijském finále v běhu na 10 000 metrů v roce 1932 časem 30:11,4. O dva roky později vybojoval stříbrnou medaili na premiérovém mistrovství Evropy v atletice v Turíně v běhu na 5000 metrů časem 14:41,2.